# La Folle Journée

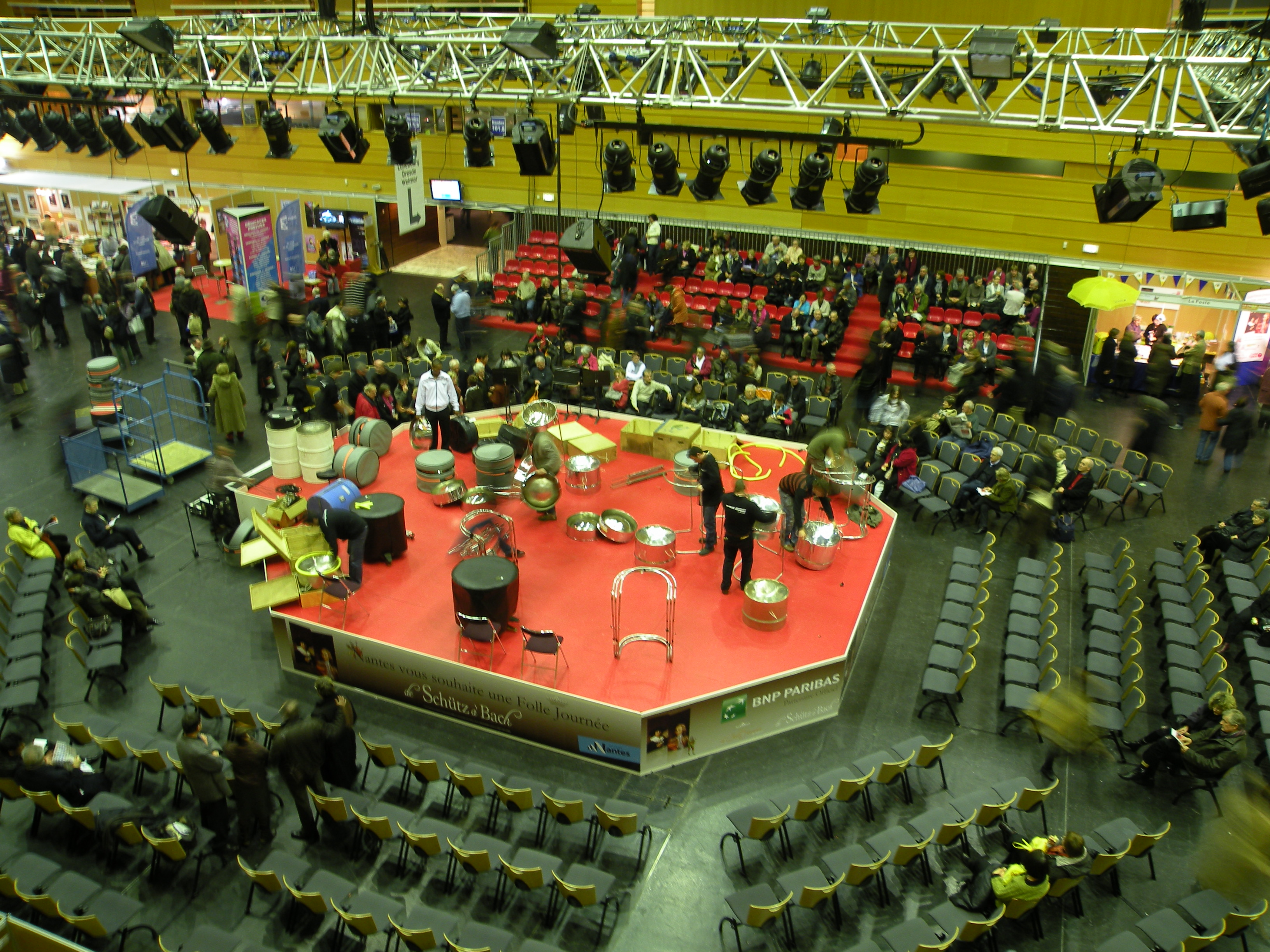
Der Musikpavillon (2009)

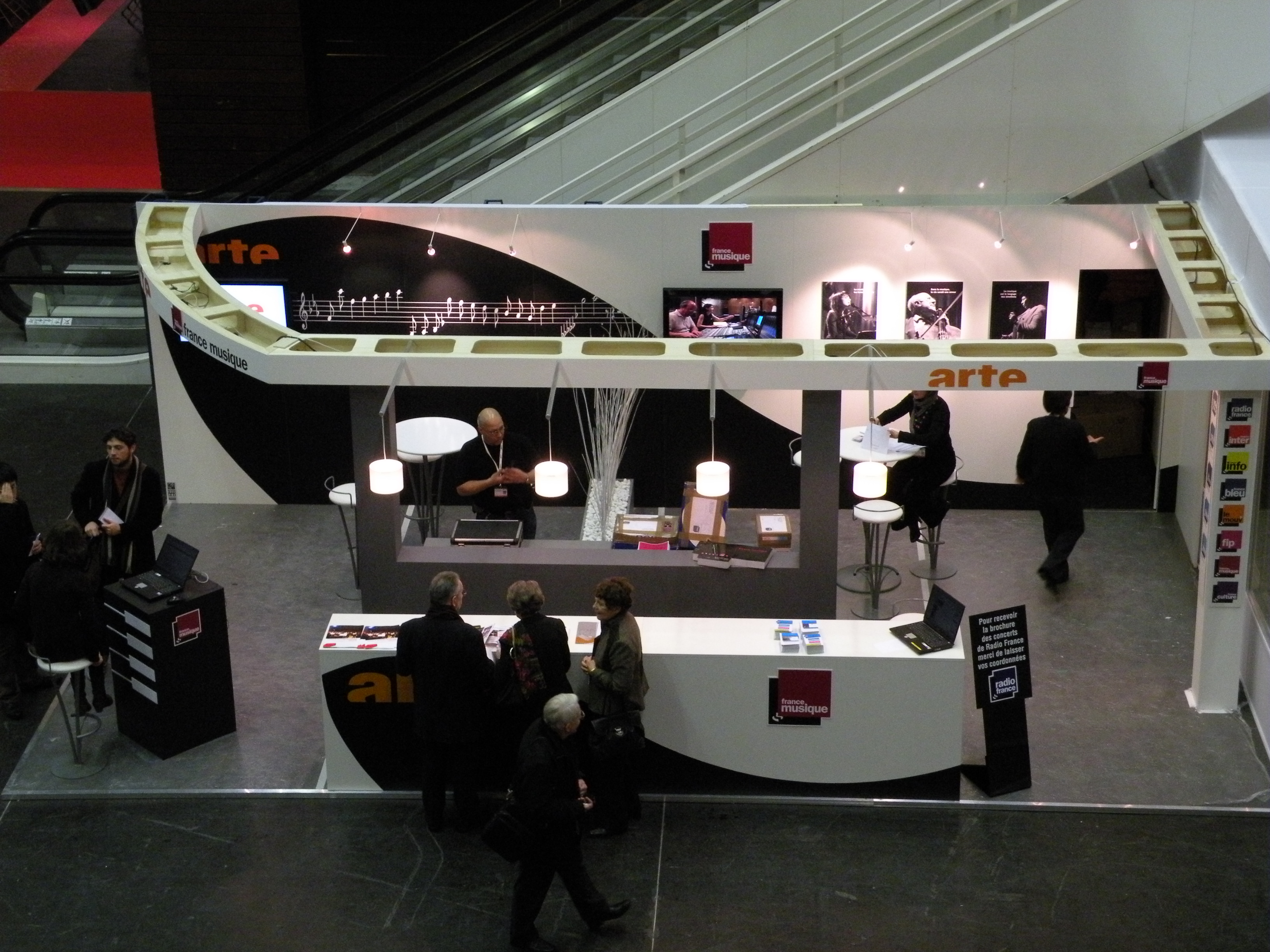
Gemeinschaftsstand von Arte und France Musique bei La Folle Journée (2009)

La Folle Journée (französisch „Der tolle Tag“) ist ein bedeutendes Klassik-Festival, das seit 1995 jährlich Ende Januar/Anfang Februar in der Stadt Nantes stattfindet. Es gilt als das größte seiner Art in Frankreich.

## Hintergrund
Die Bezeichnung des Festivals wurde von Beaumarchais’ Theaterstück La Folle Journée ou le Mariage de Figaro übernommen, der Vorlage von Mozarts  Oper Figaros Hochzeit.
Anfangs dauerte La Folle Journée einen Tag, mittlerweile erstreckt sich das Konzertprogramm über fünf Tage. Gründer und Organisator ist René Martin, dessen Ziel es war, klassische Musik einem breiten Publikum nahezubringen. An unterschiedlichen Veranstaltungsstätten fanden 2025 über 270 Konzerte statt, die von mehr als 140.000 Menschen besucht wurden.

## Themen (Auswahl)
- 2008 stand La Folle Journée unter dem Motto Schubert … dans tous ses états. Zum ersten Mal übertrug der Fernsehsender arte das Festival einen Tag lang live.
- 2009 waren Heinrich Schütz, Johann Sebastian Bach und die großen deutschen Barockkomponisten das Thema.
- Das Festival 2010 wurde Frédéric Chopin gewidmet.
- Motto des Jahres 2011 war Les Titans: De Johannes Brahms à Richard Strauss